# PyMOL
PyMOL je odprtokodni, vendar lastniški sistem molekularne vizualizacije, ki ga je ustvaril Warren Lyford DeLano. Sprva ga je komercializiralo podjetje DeLano Scientific LLC, ki se ukvarja z ustvarjanjem uporabnih orodij, ki naj bi bila univerzalno dostopna znanstvenim in izobraževalnim skupnostim. Trenutno ga trži Schrödinger, Inc. PyMOL lahko ustvari visokokakovostne 3D slike majhnih molekul in bioloških makromolekul, kot so beljakovine.
PyMOL je eno redkih večinoma odprtokodnih orodij za vizualizacijo modelov, ki so na voljo za uporabo v strukturni biologiji. Del imena Py se nanaša na program napisan v programskem jeziku Python.

## Barve elementov
PyMOL uporablja barvanje kroglic po elementih.
| Periodni sistem elementov, ki za ozadje uporablja PyMOL barve elementov | Periodni sistem elementov, ki za ozadje uporablja PyMOL barve elementov | Periodni sistem elementov, ki za ozadje uporablja PyMOL barve elementov | Periodni sistem elementov, ki za ozadje uporablja PyMOL barve elementov | Periodni sistem elementov, ki za ozadje uporablja PyMOL barve elementov | Periodni sistem elementov, ki za ozadje uporablja PyMOL barve elementov | Periodni sistem elementov, ki za ozadje uporablja PyMOL barve elementov | Periodni sistem elementov, ki za ozadje uporablja PyMOL barve elementov | Periodni sistem elementov, ki za ozadje uporablja PyMOL barve elementov | Periodni sistem elementov, ki za ozadje uporablja PyMOL barve elementov | Periodni sistem elementov, ki za ozadje uporablja PyMOL barve elementov | Periodni sistem elementov, ki za ozadje uporablja PyMOL barve elementov | Periodni sistem elementov, ki za ozadje uporablja PyMOL barve elementov | Periodni sistem elementov, ki za ozadje uporablja PyMOL barve elementov | Periodni sistem elementov, ki za ozadje uporablja PyMOL barve elementov | Periodni sistem elementov, ki za ozadje uporablja PyMOL barve elementov | Periodni sistem elementov, ki za ozadje uporablja PyMOL barve elementov | Periodni sistem elementov, ki za ozadje uporablja PyMOL barve elementov | Periodni sistem elementov, ki za ozadje uporablja PyMOL barve elementov | Periodni sistem elementov, ki za ozadje uporablja PyMOL barve elementov |
| ----------------------------------------------------------------------- | ----------------------------------------------------------------------- | ----------------------------------------------------------------------- | ----------------------------------------------------------------------- | ----------------------------------------------------------------------- | ----------------------------------------------------------------------- | ----------------------------------------------------------------------- | ----------------------------------------------------------------------- | ----------------------------------------------------------------------- | ----------------------------------------------------------------------- | ----------------------------------------------------------------------- | ----------------------------------------------------------------------- | ----------------------------------------------------------------------- | ----------------------------------------------------------------------- | ----------------------------------------------------------------------- | ----------------------------------------------------------------------- | ----------------------------------------------------------------------- | ----------------------------------------------------------------------- | ----------------------------------------------------------------------- | ----------------------------------------------------------------------- |
| ①                                                                       | VodikH#e5e5e5                                                           |                                                                         |                                                                         |                                                                         |                                                                         |                                                                         |                                                                         |                                                                         |                                                                         |                                                                         |                                                                         |                                                                         |                                                                         |                                                                         |                                                                         |                                                                         |                                                                         |                                                                         | HelijHe#d8ffff                                                          |
| ②                                                                       | LitijLi#cc7fff                                                          | BerilijBe#c2ff00                                                        |                                                                         |                                                                         |                                                                         |                                                                         |                                                                         |                                                                         |                                                                         |                                                                         |                                                                         |                                                                         |                                                                         | BorB#ffb5b5                                                             | OgljikC#33ff33                                                          | DušikN#3333ff                                                           | KisikO#ff4c4c                                                           | FluorF#b2ffff                                                           | NeonNe#b2e2f5                                                           |
| ③                                                                       | NatrijNa#aa5cf2                                                         | MagnezijMg#8aff00                                                       |                                                                         |                                                                         |                                                                         |                                                                         |                                                                         |                                                                         |                                                                         |                                                                         |                                                                         |                                                                         |                                                                         | AluminijAl#bfa5a5                                                       | SilicijSi#f0c79f                                                        | FosforP#ff7f00                                                          | ŽveploS#e5c53f                                                          | KlorCl#1ef01e                                                           | ArgonAr#7fd0e2                                                          |
| ④                                                                       | KalijK#8f3fd3                                                           | KalcijCa#3cff00                                                         |                                                                         | SkandijSc#e5e5e5                                                        | TitanTi#bfc2c7                                                          | VanadijV#a5a5aa                                                         | KromCr#8a99c7                                                           | ManganMn#9c7ac7                                                         | ŽelezoFe#e06633                                                         | KobaltCo#f08f9f                                                         | NikeljNi#4fd04f                                                         | BakerCu#c77f33                                                          | CinkZn#7c7faf                                                           | GalijGa#c28f8f                                                          | GermanijGe#668f8f                                                       | ArzenAs#bd7fe2                                                          | SelenSe#ffa000                                                          | BromBr#a52929                                                           | KriptonKr#5cb7d0                                                        |
| ⑤                                                                       | RubidijRb#6f2eaf                                                        | StroncijSr#00ff00                                                       |                                                                         | ItrijY#94ffff                                                           | CirkonijZr#94e0e0                                                       | NiobijNb#72c2c8                                                         | MolibdenMo#54b5b5                                                       | TehnicijTc#3a9d9d                                                       | RutenijRu#248f8f                                                        | RodijRh#097c8c                                                          | PaladijPd#006984                                                        | SrebroAg#bfbfbf                                                         | KadmijCd#ffd88f                                                         | IndijIn#a57472                                                          | KositerSn#667f7f                                                        | AntimonSb#9d62b5                                                        | TelurTe#d37a00                                                          | JodI#940094                                                             | KsenonXe#419daf                                                         |
| ⑥                                                                       | CezijCs#57168f                                                          | BarijBa#00c800                                                          | 1 asterisk                                                              | LutecijLu#00aa24                                                        | HafnijHf#4cc2ff                                                         | TantalTa#4ca5ff                                                         | VolframW#2194d5                                                         | RenijRe#267caa                                                          | OsmijOs#266695                                                          | IridijIr#165487                                                         | PlatinaPt#d0d0e0                                                        | ZlatoAu#ffd023                                                          | ŽivosrebroHg#b7b7d0                                                     | TalijTl#a5544c                                                          | SvinecPb#575961                                                         | BizmutBi#9d4fb5                                                         | PolonijPo#aa5c00                                                        | AstatAt#744f44                                                          | RadonRn#418295                                                          |
| ⑦                                                                       | FrancijFr#410066                                                        | RadijRa#007c00                                                          | 1 asterisk                                                              | LavrencijLr#c70066                                                      | RaderfordijRf#cc0059                                                    | DubnijDb#d0004f                                                         | SiborgijSg#d80044                                                       | BorijBh#e00037                                                          | HasijHs#e5002e                                                          | MajtnerijMt#ea0026                                                      | DarmštatijDs–                                                           | RentgenijRg–                                                            | KopernicijCn–                                                           | NihonijNh–                                                              | FlerovijFl–                                                             | MoskovijMc–                                                             | LivermorijLv–                                                           | TenesTs–                                                                | OganesonOg–                                                             |
|                                                                         |                                                                         |                                                                         |                                                                         |                                                                         |                                                                         |                                                                         |                                                                         |                                                                         |                                                                         |                                                                         |                                                                         |                                                                         |                                                                         |                                                                         |                                                                         |                                                                         |                                                                         |                                                                         |                                                                         |
|                                                                         |                                                                         |                                                                         | 1 asterisk                                                              | LantanLa#6fd3ff                                                         | CerijCe#ffffc7                                                          | PrazeodimPr#d8ffc7                                                      | NeodimNd#c7ffc7                                                         | PrometijPm#a2ffc7                                                       | SamarijSm#8fffc7                                                        | EvropijEu#61ffc7                                                        | GadolinijGd#44ffc7                                                      | TerbijTb#2fffc7                                                         | DisprozijDy#1effc7                                                      | HolmijHo#00ff9c                                                         | ErbijEr#00e574                                                          | TulijTm#00d351                                                          | IterbijYb#00bf37                                                        |                                                                         |                                                                         |
|                                                                         |                                                                         |                                                                         |                                                                         |                                                                         |                                                                         |                                                                         |                                                                         |                                                                         |                                                                         |                                                                         |                                                                         |                                                                         |                                                                         |                                                                         |                                                                         |                                                                         |                                                                         |                                                                         |                                                                         |
|                                                                         |                                                                         |                                                                         | 1 asterisk                                                              | AktinijAc#6faafa                                                        | TorijTh#00baff                                                          | ProtaktinijPa#00a0ff                                                    | UranU#008fff                                                            | NeptunijNp#007fff                                                       | PlutonijPu#006aff                                                       | AmericijAm#545cf2                                                       | KirijCm#775ce2                                                          | BerkelijBk#8a4fe2                                                       | KalifornijCf#a036d3                                                     | AinštajnijEs#b21ed3                                                     | FermijFm#b21eba                                                         | MendelevijMd#b20ca5                                                     | NobelijNo#bd0c87                                                        |                                                                         |                                                                         |

## Galerija
- Primer nekaterih funkcij za urejanje molekul PyMOL, rotacije diedrske vezi in interaktivne molekularne relaksacije z Sculpting mode. o so uporabne funkcije za pripravo vhodne geometrije za programsko opremo kvantne kemije
- Struktura istih beljakovin (TEV proteaza - PDB: 1LVB) upodobljena na različne načine.